# Château Marquis de Terme
Le château Marquis de Terme est un domaine viticole de 46 hectares situé à Margaux en Gironde. En AOC margaux, il est classé quatrième grand cru dans la classification officielle des vins de Bordeaux de 1855.

## Histoire

### Fondation et essor du domaine
Le cru tire son nom de François III de Péguilhan, marquis de Terme, qui le reçut en dot lors de son mariage en 1762 avec Elisabeth de Ledoulx d’Emplet, parente de la célèbre famille viticole de Rauzan.
Thomas Jefferson, en passe de devenir le troisième président des États-Unis, séjourne longuement en France où il est ambassadeur de 1785 à 1789. Il exerce également la fonction de courtier en vins et rédige des carnets de voyage dans les grandes régions viticoles françaises. Il séjourne ainsi au château Marquis de Terme en 1787 et le classe parmi les seize meilleurs vins qu’il ait pu déguster.
Le vin du domaine est déjà très apprécié, cependant des difficultés financières obligent François de Péguilhan et son épouse à se séparer de l’exploitation située en appellation Margaux en plein tumulte révolutionnaire.

### Famille Feuillerat
Au XIXe siècle, le château Marquis de Terme devient la propriété de la famille suédoise Solberg, mais c’est à Thomas Feuillerat et à son fils Jean, qui se succédèrent à la direction du domaine, que l’on doit l’ascension du vin de la propriété à cette époque. À la fin du XIXe siècle après la ruine de la famille Solberg, le château est acquis par Jean Feuillerat. À sa mort, il le lègue à son fils Armand, qui continuera à accroître son prestige.
Napoléon III décide d’organiser une exposition universelle à Paris, des comités officiels sont chargés de sélectionner des produits et des œuvres d’art pour y être exposés. Afin de mettre à l’honneur les vins de Bordeaux, un classement est demandé. C’est ainsi que Marquis de Terme intègre le cercle des grands crus classés en 1855.
Pendant plus de 120 ans, la famille Feuillerat va donc gérer le domaine avant d’en devenir propriétaire. Ainsi, trois générations vont se succéder qui n’auront de cesse d’améliorer les vins du domaine jusqu'au décès d'Armand Feuillerat en 1934.

Illustrations du château Marquis de Terme au XIXe siècle
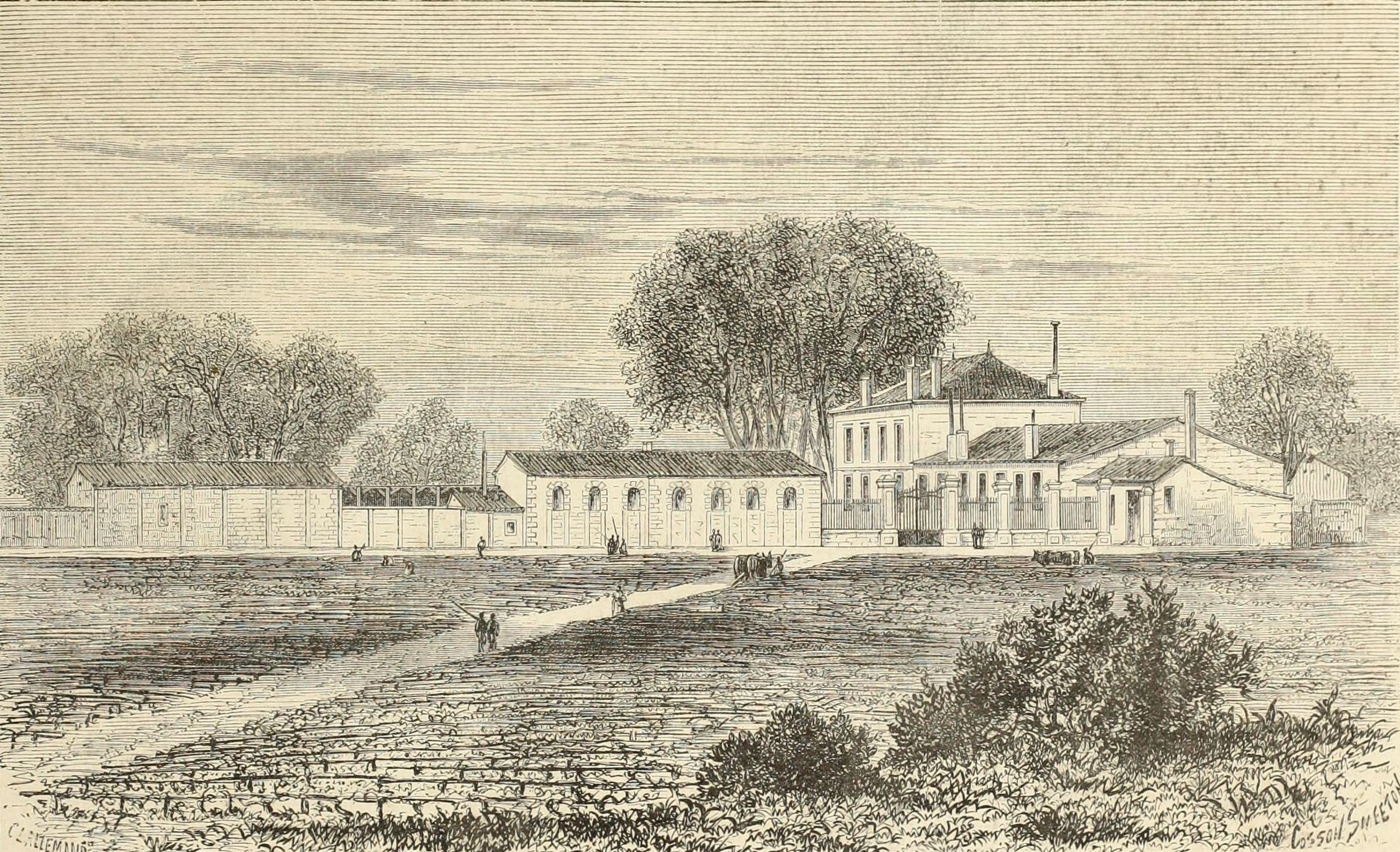
En 1868.
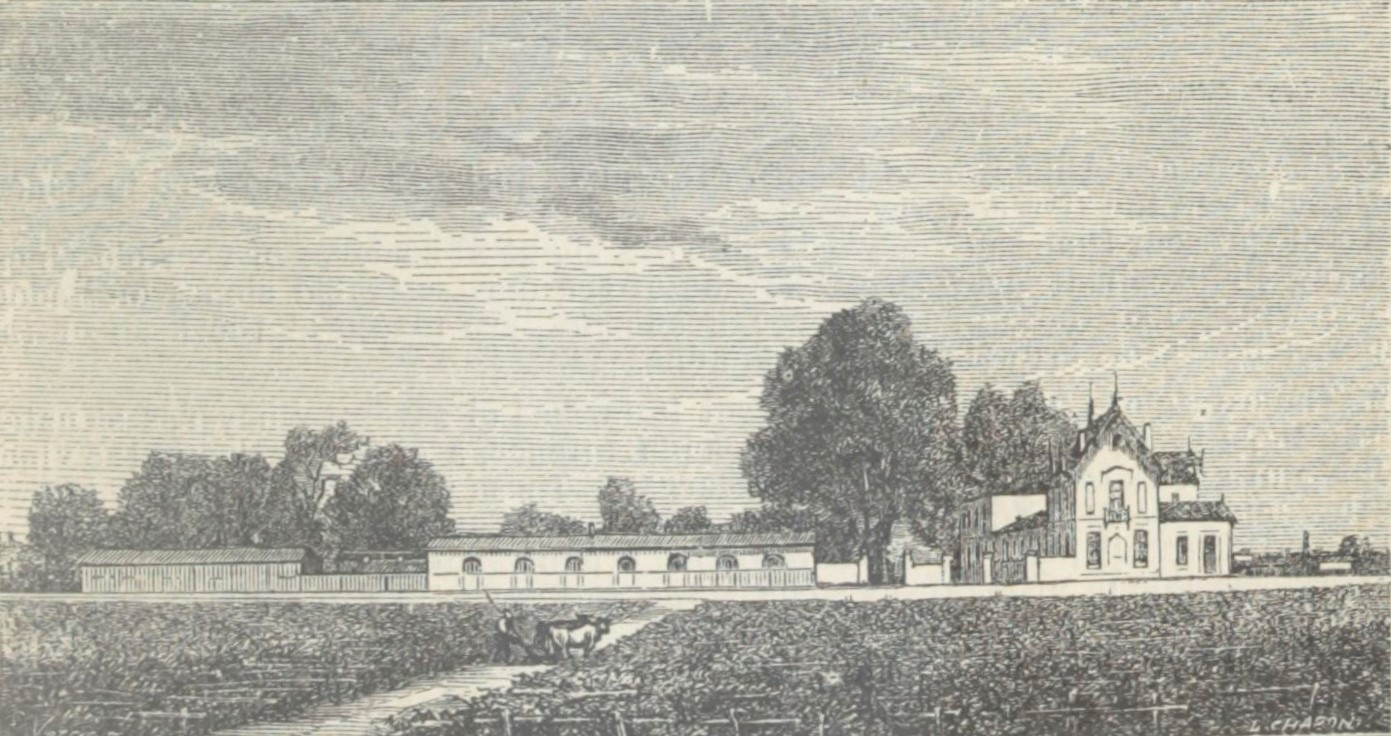
En 1898.

### Famille Sénéclauze
En 1935, Pierre Sénéclauze, négociant en vins marseillais, rachète la propriété et la transmet ensuite à ses fils, Pierre-Louis, Philippe et Jean.

### Période contemporaine et développement du domaine
À partir de 2013, d’importants travaux au niveau du chai puis du château sont entrepris afin d’améliorer l’accueil.
En juillet 2021, le château ouvrent le restaurant « [AU] Marquis de Terme » avec le chef Grégory Coutanceau,.
En mars 2023, le château acquiert les domaines Porcheron, incluant le château Marojallia et l'hôtel-restaurant Le Pavillon de Margaux.
La même année, La Revue du vin de France récompense la propriété du prix du meilleur accueil dans le vignoble et la chambre de commerce et d'industrie de Bordeaux lui attribue le prix Best of Wine Tourism d'Or dans la section œnotourisme,.
En juillet 2024, Paloma Sénéclauze est nommée directrice générale.

## Vignoble
Le vignoble, installé sur les communes de Cantenac et de Margaux, se décompose d'une parcelle principale située à proximité de château Lascombes sur le plateau de Margaux (19,5 hectares sur graves avec poche d'argile), d'une parcelle sur le plateau de Cantenac (9 hectares sur graves argileuses), d'une parcelle de 5,5 hectares autour du château (graves sableuses) et de 4 hectares au lieu-dit Aux Gondats à Margaux qui étaient des palus situés à proximité des plaines de château Margaux (graves et sable noir).
- Les luvisols : sols épais de sable et de grave avec des particules d'argile, donnant la trame tannique et la densité ;
- Les peyrosols : graviers et cailloux, assurant finesse et fraicheur ;
- Les podzosols : sols lessivés participant à la complexité des vins.

L'âge moyen des vignes est de 35 ans. L'encépagement est composé de cabernet sauvignon (60 %), de merlot (35 %) et de petit verdot (5 %), cultivés selon une viticulture raisonnée et certifiée HVE4, Terra Vitis. Afin de favoriser la biodiversité, des haies sont plantées dans le vignoble.
Un découpage parcellaire et intra-parcellaire très précis est mis en place pour une récolte des raisins à maturité optimale lors des vendanges.
Les vendanges sont manuelles avec tri sévère à la vigne et au chai.

## Vins

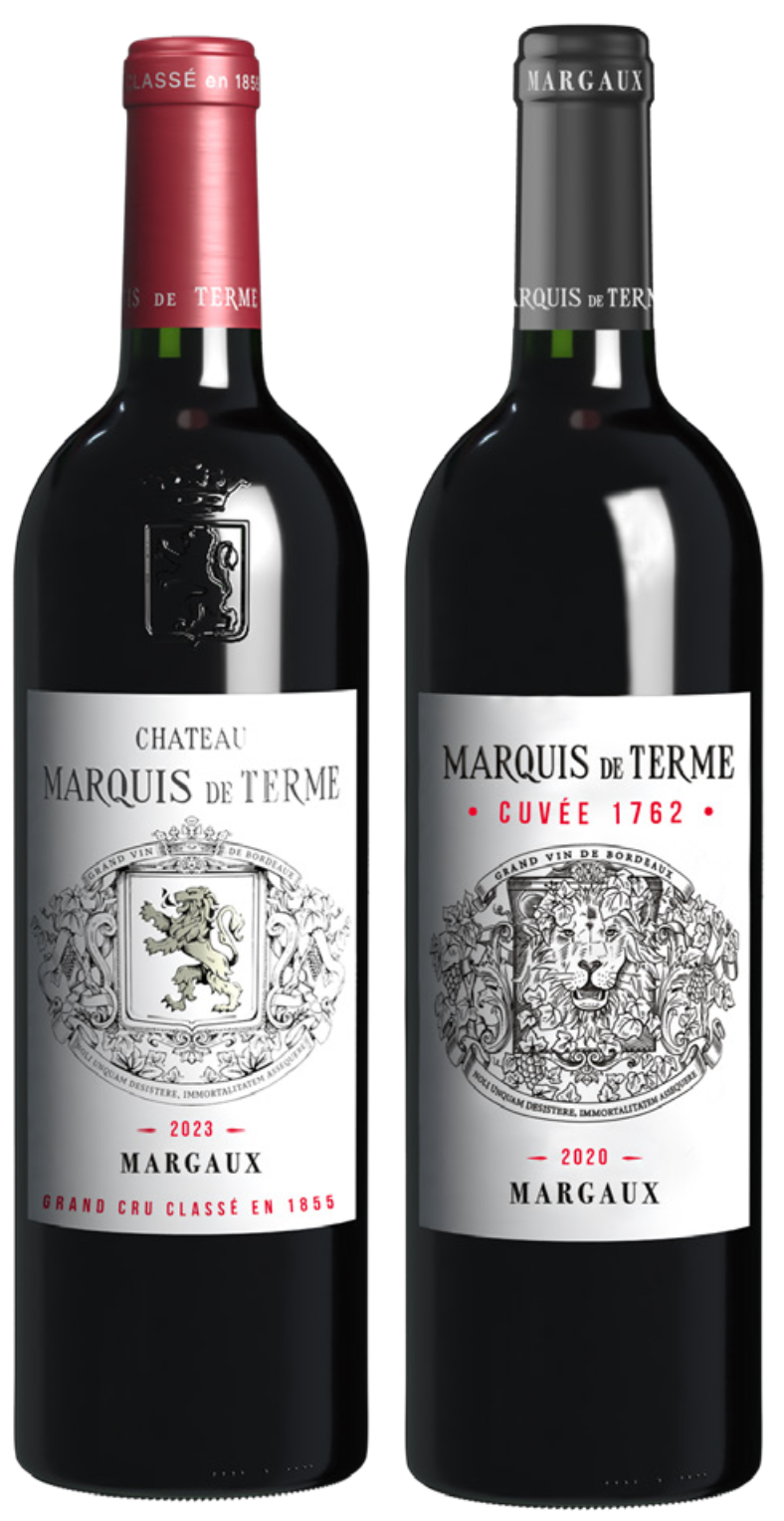
Les deux vins produits par le domaine du château Marquis de Terme.

La vinification est réalisée de façon parcellaire en cuves bétons, bois et inox thermo-régulées remplies par gravité sans pompage.
Les vins sont élevés 16 à 18 mois en barriques de chêne français (40 à 50 % de renouvellement annuel).
Deux vins sont produits au domaine :
- le Grand Cru, expression pure du terroir margalais et du savoir-faire bordelais, allie puissance et élégance ;
- la « Cuvée 1762 » offre un profil gourmand plus contemporain.

### Sitographie
- Claire Steimer, « Château Marquis de Terme », sur Patrimoine et Inventaire de Nouvelle-Aquitaine, 2010.
- François Collombet, « Marquis de Terme (château) », sur Dico du vin, 21 juin 2011.
- « Château Marquis de Terme », sur La Revue du vin de France.
- (en) « Château Marquis de Terme », sur Winedoctor.
- (en) Jane Anson, « Chateau Marquis de Terme », sur Decanter China, 4 décembre 2013.
- (en) « Chateau Marquis de Terme », sur The Wine Cellar Insider.
- (en) « Chateau Marquis de Terme », sur Wine-searcher.